# Regimiento Acorazado «Córdoba» n.º 10

Versión estandarizada del escudo del Regimiento de Infantería Mecanizada "Córdoba" n.º 10 como regimiento acorazado.

Escudo tradicional del Regimiento "Córdoba" que continúa utilizándose en la actualidad.

El Regimiento Acorazado "Córdoba" n.º 10 (RAC "Córdoba" 10), anteriormente Regimiento de Infantería Mecanizada "Córdoba" n.º 10 es una unidad del Ejército de Tierra de España encuadrada en la brigada orgánica polivalente «Guzmán el Bueno» X cuyo cuartel y Plana Mayor se encuentran en Cerro Muriano, provincia de Córdoba.

## Historia

### Origen en losTercios
Los antecedentes del Regimiento "Córdoba" se remontan a la primera época de la Infantería de Marina española (1537-1717) y a los Tercios de la Infantería de la Armada, creados por Carlos I, que hacia 1704 se transformaron en Regimientos. Tras la reorganización, unas unidades siguieron dependientes de la Armada, en tanto que otras pasaron a depender del Ejército de Tierra, como es el caso del Regimiento de Bajeles.
La unidad fue creada en 1566 como Tercio de Figueroa, en honor de su primer mando, Lope de Figueroa. Participó en la Rebelión de las Alpujarras, en la batalla de Lepanto con el nombre de Tercio de la Liga, en Flandes y en las Azores, contando entre sus integrantes a Miguel de Cervantes. Bajo el mando de Agustín Messía, formó parte de la Armada Invencible.

### Guerra de Sucesión (1701-13)

Escudo de Felipe V de España, primer rey proveniente de la Casa de Borbón francesa y nieto de Luis XIV de Francia.

Tras numerosos cambios de nombre (Tercio Viejo de la Armada Real de Mar Océano y Tercio Provincial de Córdoba) en 1704 adoptó el de Regimiento de Bajeles n.º 1, perdió el carácter marítimo y fue agregado al ejército de tierra al quedar reducido como regimiento a pie, según ordenanza de 28 de septiembre de ese año. En 1707 pasó a llamarse Regimiento de Bajeles n.º 23. Bajo esta denominación participó en los siguientes hechos de armas durante la Guerra de Sucesión:
- Batalla de Almansa, 25 de abril de 1707.
- Conquista de Alcoy y Denia, 1708.

Perdió definitivamente la denominación de Regimiento de Bajeles en 1718, llamándose desde entonces Regimiento de Infantería Córdoba n.º 6.

### Regimiento de Infantería
Como regimiento de infantería, volvió a cambiar la denominación a la simple y sencilla de Regimiento Córdoba, nombre con el cual participó con éxito en la Batalla de Bailén y en las Guerras Carlistas. En la guerra de África tomó parte como una de las unidades más combativas, obteniendo a título individual de sus oficiales varias laureadas de San Fernando. En el desastre del 98 participó en la defensa de Baracoa.
Con la llegada de la Segunda República, en 1931, se fusionó con el Regimiento de Infantería La Reina n.º 2, dando lugar a una única unidad, el Regimiento de Infantería n.º 2, que se integró en la Brigada n.º 3 de la 2ª División Orgánica. En 1935 es renombrado como Regimiento de Infantería Lepanto n.º 2, siendo renumerado al año siguiente como Regimiento de Infantería Lepanto n.º 5. En la Guerra Civil intervino con el ejército rebelde en las operaciones desarrolladas en Granada, la batalla de Extremadura y la batalla del Ebro. En 1939, a base de tres batallones del Regimiento, se formó el Regimiento de Infantería de Montaña n.º 5, que se convirtió en, 1941, en el Regimiento de Infantería de Línea n.º 5. En el año 1943 se le dio el título de Regimiento de Infantería Córdoba n.º 10, recuperando su historial. En 1960, recibió la denominación de Agrupación de Infantería Córdoba n.º 10, recuperando, en 1963, nuevamente su antigua denominación de Regimiento de Infantería Córdoba n.º 10. Durante los gobiernos de Francisco Franco mantuvo su denominación y quedó establecido en Granada, como parte integrante de la BRIDOT IX, y con base en el Acuartelamiento Cervantes. En 1985, fruto del Plan META (Plan General de Modernización del Ejército de Tierra), que conllevó la desaparición de la Capitanía General de la IX Región Militar y la creación en Córdoba de la BRIMZ XXI, el Regimiento de Infantería Córdoba n.º 10  fue enviado a Córdoba y tomó la denominación de Regimiento de Infantería Mecanizada “Córdoba n.º 10”, integrándose en la recién creada Brigada.

## Desde 1985 alsigloXXI
Su actual denominación, Regimiento Acorazado "Córdoba" n.º 10, se introdujo en 2015 con motivo de la transformación de la estructura orgánica del Ejército de Tierra centrada en la introducción de las brigadas orgánicas polivalentes, para facilitar su adaptación a las necesidades del siglo XXI. De regimiento infantería mecanizada se pasó a regimiento acorazado al integrarse en el mismo una unidad de caballería, el Grupo de Caballería Acorazado "Almansa" II/10, creado a partir de un escuadrón segregado del Regimiento de Caballería de Reconocimiento "Farnesio" n.º 12. La anterior, Regimiento de Infantería Mecanizada "Córdoba" n.º 10, se adoptó en 1985, con el proceso de modernización y reorganización de las Fuerzas Armadas una vez integradas en la Alianza Atlántica, integrándose en la Brigada de Infantería Mecanizada XXIII compuesta de un batallón mecanizado y otro de carros de combate medios.
Será en 1989 cuando se estructure en los batallones actuales y quede definitivamente asignado a la entonces Brigada de Infantería Mecanizada "Guzmán el Bueno" X, hoy polivalente.
Ha participado en diversas misiones internacionales en Bosnia-Herzegovina con las agrupaciones tácticas Córdoba, Extremadura y SPABRI VII y en Kosovo con la Agrupación KSPAGT XIV.

## Estructura
El regimiento está compuesto por:
- Plana Mayor de Mando
- El Batallón de Infantería Carros de Combate "Málaga" I/10
- Grupo de Caballería Acorazado "Almansa" II/10